# Listă de jocuri video de rol din 1990–1991
Acesta este un index cuprinzător al jocurilor video de rol comerciale, sortate cronologic după anul apariției. Informațiile referitoare la data lansării, dezvoltatorul, editura, sistemul de operare, subgenul și notabilitatea sunt furnizate acolo unde sunt disponibile. Tabelul poate fi sortat făcând clic pe casetele mici de lângă titlurile coloanelor. Această listă nu include MUD-uri sau MMORPG-uri. Include jocuri roguelike, de acțiune și tactice (timp real).

Aceasta este o listă de jocuri video de rol din 1990 – 1991.

## Legenda
| Platforme de jocuri video |
| ------------------------- |

| AMI    | Commodore Amiga |
| APPII  | Apple II        |
| Arcade | Arcade game     |
| C64    | Commodore 64    |
| CROSS  | Cross-platform  |
| DG32   | Dragon 32       |
| DOS    | DOS / MS-DOS    |
| GB     | Game Boy        |

| GEN  | Sega Genesis / Sega Mega Drive          |
| MAC  | Macintosh / Mac OS                      |
| MSX  | MSX                                     |
| MSX2 | MSX2                                    |
| NEO  | Neo Geo                                 |
| NES  | Nintendo Entertainment System / Famicom |
| PC60 | NEC PC-6001                             |
| PC88 | NEC PC-8801                             |

| PC98 | NEC PC-9801               |
| PCE  | TurboGrafx-16 / PC Engine |
| SMS  | Sega Master System        |
| SNES | Super NES / Super Famicom |
| ST   | Atari ST                  |
| X68K | Sharp X68000              |
| ZX   | ZX Spectrum               |
|      |                           |

| AMI    | Commodore Amiga |
| APPII  | Apple II        |
| Arcade | Arcade game     |
| C64    | Commodore 64    |
| CROSS  | Cross-platform  |
| DG32   | Dragon 32       |
| DOS    | DOS / MS-DOS    |
| GB     | Game Boy        |

| GEN  | Sega Genesis / Sega Mega Drive          |
| MAC  | Macintosh / Mac OS                      |
| MSX  | MSX                                     |
| MSX2 | MSX2                                    |
| NEO  | Neo Geo                                 |
| NES  | Nintendo Entertainment System / Famicom |
| PC60 | NEC PC-6001                             |
| PC88 | NEC PC-8801                             |

| PC98 | NEC PC-9801               |
| PCE  | TurboGrafx-16 / PC Engine |
| SMS  | Sega Master System        |
| SNES | Super NES / Super Famicom |
| ST   | Atari ST                  |
| X68K | Sharp X68000              |
| ZX   | ZX Spectrum               |
|      |                           |

| Tipuri de lansări |
| ----------------- |

| Rerel  | Jocul a fost relansat pe aceeași platformă cu modificări minore sau fără modificări.                                                                                     |
| Port   | Jocul a apărut pentru prima dată pe o altă platformă. Este la fel ca originalul, cu puține sau deloc diferențe.                                                          |
| Remake | Jocul este un remake îmbunătățit al celui original, lansat pe aceeași platformă sau pe o platformă diferită, cu modificări ale graficii, sunetului și/sau gameplay-ului. |
| Compl  | O compilație, antologie sau colecție de mai multe titluri, de obicei (dar nu întotdeauna) aparținând aceleiași serii.                                                    |
| Limit  | O lansare specială (numită adesea Limited sau Collector’s Edition) cu material bonus de colecție. Adesea este furnizată persoanelor care pre-comandă un joc.             |

| Rerel  | Jocul a fost relansat pe aceeași platformă cu modificări minore sau fără modificări.                                                                                     |
| Port   | Jocul a apărut pentru prima dată pe o altă platformă. Este la fel ca originalul, cu puține sau deloc diferențe.                                                          |
| Remake | Jocul este un remake îmbunătățit al celui original, lansat pe aceeași platformă sau pe o platformă diferită, cu modificări ale graficii, sunetului și/sau gameplay-ului. |
| Compl  | O compilație, antologie sau colecție de mai multe titluri, de obicei (dar nu întotdeauna) aparținând aceleiași serii.                                                    |
| Limit  | O lansare specială (numită adesea Limited sau Collector’s Edition) cu material bonus de colecție. Adesea este furnizată persoanelor care pre-comandă un joc.             |

| Note despre genuri |
| ------------------ |

| Action RPG   | Joc video de rol de acțiune.              |
| Tactical RPG | Joc video de rol tactic.                  |
| Roguelike    | Roguelike.                                |
| MMORPG       | Joc de rol cu multiplayer online în masă. |
| MUD          | MUD.                                      |

| FPS/RPG | Shooter first-person / Joc video de rol hibrid (Joc video de rol shooter).                            |
| RTS/RPG | Joc de strategie în timp real / Joc video de rol hibrid (Joc video de rol de strategie în timp real). |
| WRPG    | Joc de rol în stil western.                                                                           |
| JRPG    | Joc de rol în stil japonez.                                                                           |
| Eroge   | Joc japonez cu conținut erotic.                                                                       |

| Action RPG   | Joc video de rol de acțiune.              |
| Tactical RPG | Joc video de rol tactic.                  |
| Roguelike    | Roguelike.                                |
| MMORPG       | Joc de rol cu multiplayer online în masă. |
| MUD          | MUD.                                      |

| FPS/RPG | Shooter first-person / Joc video de rol hibrid (Joc video de rol shooter).                            |
| RTS/RPG | Joc de strategie în timp real / Joc video de rol hibrid (Joc video de rol de strategie în timp real). |
| WRPG    | Joc de rol în stil western.                                                                           |
| JRPG    | Joc de rol în stil japonez.                                                                           |
| Eroge   | Joc japonez cu conținut erotic.                                                                       |

## Lista
| An                               | Titlu | Dezvoltator                              | Editură                        | Setări                   | Platformă                                   | Subgen                        | Serie/Note                                                                                              | Țara de origine |
| -------------------------------- | --- | ---------------------------------------- | ------------------------------ | ------------------------ | ------------------------------------------- | ----------------------------- | --- | --------------- |
| 1990 (NA)                        | AD&D Limited Edition Collector's Set                                                                                       | SSI                                      | SSI                            | Fantezie                 | DOS (Comp)                                  | Various                       | Advanced Dungeons & Dragons: O compilație a multor jocuri timpurii, inclusiv mai multe jocuri Gold Box. | SUA             |
| 1990 (JP)                        | Akuma-kun: Makai no Wana (JA) 悪魔くん・魔界の罠 (JA)                                                                      | Bandai                                   | Bandai                         | Fantezie                 | NES                                         | JRPG                          | Bazat pe manga Akuma-kun                                                                                | Japonia         |
| 1990 (JP)                        | Ayakashi no Shiro (JA) | Seta                                     | Seta                           | Fantezie                 | GB                                          | JRPG dungeon crawler          | | Japonia         |
| 1990 (NA) 1991 (NA)              | Bard's Tale III, The: Thief of Fate                                                                                        | Interplay                                | EA                             | Fantezie                 | DOS (Port) AMI (Port)                       | Dungeon crawl                 | The Bard's Tale                                                                                         | SUA             |
| 1990 (NA)                        | The Bard's Tale Trilogy | Interplay                                | EA                             | Fantezie                 | DOS (Comp)                                  | Dungeon crawl                 | The Bard's Tale                                                                                         | SUA             |
| 1990 (NA/UK)                     | Champions of Krynn | SSI                                      | SSI U.S. Gold                  | Fantezie                 | APPII AMI C64 DOS                           | Tactical RPG                  | Advanced Dungeons & Dragons: Dragonlance; Utilizează motorul Gold Box.                                  | SUA             |
| 1990 (JP)                        | Cosmic Fantasy: Bouken Shounen Yuu (JA)                                                                                    | Telenet Japan                            | Telenet Japan                  | Fantezie                 | PCE                                         | JRPG                          | Bazat pe animație video originală Cosmic Fantasy                                                        | Japonia         |
| 1990 (JP/NA)                     | Crystalis (EN) God Slayer: Haruka Tenkū no Sonata (JA)                                                                     | SNK                                      | Natsume                        | Fantezie                 | NES                                         | Action RPG / Action-Adventure | | Japonia         |
| 1990 (JP)                        | Cyber Knight (EN) | Tonkin House                             |                                | Sci-Fi                   | PCE                                         | JRPG                          | Cyber Knight                                                                                            | Japonia         |
| 1990 (NA) 1991 (NA)              | DarkSpyre | Event Horizon Software Sorcery           | Electronic Zoo                 | Fantezie                 | DOS AMI (Port)                              | Action RPG                    | | SUA             |
| 1990 (JP)                        | Digital Devil Story: Megami Tensei 2 (JA)                                                                                  | Atlus                                    | Namco                          | Fantezie                 | NES                                         | JRPG                          | Megami Tensei                                                                                           | Japonia         |
| 1990 (JP)                        | Dragon Knight (EN) | ELF                                      | Megatech                       | Fantezie                 | MSX                                         | Eroge                         | Dragon Knight                                                                                           | Japonia         |
| 1990 (JP)                        | Dragon Slayer (EN) | Nihon Falcom                             | Square                         | Fantezie                 | GB (Port)                                   | Action RPG                    | Dragon Slayer                                                                                           | Japonia         |
| 1990 (JP)                        | Dragon Slayer: The Legend of Heroes (EN)                                                                                   | Nihon Falcom                             | Nihon Falcom Hudson Soft       | Fantezie                 | MSX2 (Port)                                 | JRPG                          | Dragon Slayer: The Legend of Heroes                                                                     | Japonia         |
| 1990 (EU)                        | Dragonflight | Thalion                                  | Thalion                        | Fantezie                 | AMI ST                                      |                               | | DE              |
| 1990 (NA/UK)                     | Dragons of Flame | U.S. Gold                                | SSI U.S. Gold                  | Fantezie                 | C64 (Port) CPC (Port) ZX (Port)             | Action RPG                    | Advanced Dungeons & Dragons: Dragonlance                                                                | SUA/UK          |
| 1990 (JP) 1992 (NA)              | Dragon Warrior IV (EN) Dragon Quest IV: Michibikareshi Monotachi (JA)                                                      | Chunsoft                                 | Enix                           | Fantezie                 | NES                                         | JRPG                          | Dragon Quest                                                                                            | Japonia         |
| 1990 (NA)                        | DragonStrike | Westwood                                 | SSI U.S. Gold                  | Fantezie                 | AMI C64 DOS                                 | Action RPG (flight sim)       | Advanced Dungeons & Dragons: Dragonlance                                                                | SUA             |
| 1990 (JP)                        | Emerald Dragon (EN) | Glodia                                   | Glodia                         | Fantezie                 | MSX2 X68K (Port)                            | JRPG                          | | Japonia         |
| 1990 (JP)                        | Final Fantasy III (EN) | Square                                   | Square                         | Fantezie                 | NES                                         | JRPG                          | Final Fantasy                                                                                           | Japonia         |
| 1990 (JP) 1991 (NA)              | Final Fantasy Legend II (EN) Sa・Ga 2: 秘宝伝説 (JA)                                                                       | Square                                   | Square                         | Fantezie                 | GB                                          | JRPG                          | SaGa | Japonia         |
| 1990 (JP)                        | Fire Emblem: Ankoku Ryū to Hikari no Tsurugi (JA) ファイアーエムブレム 暗黒竜と光の剣 (JA)                                 | Intelligent                              | Nintendo                       | Fantezie                 | NES                                         | Tactical RPG                  | Fire Emblem                                                                                             | Japonia         |
| 1990 (NA)                        | Fountain of Dreams | EA                                       | EA                             | Post-apocalyptic         | DOS                                         | WRPG                          | Sequel spiritual al jocului Wasteland                                                                   | SUA             |
| 1990 (JP) 1991 (JP)              | Fray in Magical Adventure (EN) Fray: Shuugyou-hen (JA) フレイ 修行編 (JA)                                                  | Micro Cabin                              | Micro Cabin                    | Fantezie                 | MSX MSX2 GG (Port)                          | Action RPG                    | Spin-off al Xak                                                                                         | Japonia         |
| 1990 (JP)                        | Ganbare Goemon Gaiden: Kieta Ougon Kiseru (JA) がんばれゴエモン外伝 きえた黄金キセル (JA)                                  | Konami                                   | Konami                         | Fantezie                 | NES                                         | JRPG                          | Spin-off al Ganbare Goemon                                                                              | Japonia         |
| 1990 (NA) 1991 (NA)              | Hard Nova | Malibu Abersoft                          | EA                             | Sci-Fi                   | DOS AMI (Port) ST (Port)                    | WRPG                          | Sentinel Worlds                                                                                         | SUA             |
| 1990 (NA)                        | Hero's Quest: So You Want to Be a Hero Quest for Glory: So You Want to Be a Hero                                           | Sierra                                   | Sierra                         | Fantezie                 | AMI (Port) ST (Port)                        | Adventure RPG                 | Quest for Glory                                                                                         | SUA             |
| 1990 (JP)                        | Jajamaru Gekimaden: Maboroshi no Kinmajou (JA)                                                                             |                                          | Jaleco                         |                          | NES                                         | Action RPG                    | Ninja-Kid: Ninja Jajamaru-kun                                                                           | Japonia         |
| 1990 (NA) 1991 (NA)              | Keys to Maramon, The | Mindcraft Knight                         | Mindscape Mindcraft            | Fantezie                 | DOS AMI (Port) C64 (Port)                   | Action RPG                    | Magic Candle                                                                                            | SUA             |
| 1990 (JP)                        | Last Armageddon (EN) | Braingrey Mind                           | Yutaka                         | Post-apocalyptic Fantasy | NES DOS PCE (Port)                          | JRPG                          | Last Armageddon                                                                                         | Japonia         |
| 1990 (EU)                        | Legend of Faerghail | Electronic Design Hannover               | reLine                         | Fantezie                 | AMI DOS ST                                  |                               | | DE              |
| 1990 (US)                        | Lord of the Rings, Vol. I, The                                                                                             | Interplay                                | Interplay                      | Fantezie                 | DOS                                         |                               | | SUA             |
| 1990 (JP)                        | Madō Monogatari 1-2-3 (JP)                                                                                                 | Compile (JP)                             | Compile (JP)                   | Fantezie                 | MSX                                         | Dungeon crawl                 | Madō Monogatari                                                                                         | Japonia         |
| 1990 (JP)                        | Mōryō Senki MADARA (JA) | Konami                                   | Konami                         | Fantezie                 | NES                                         | Tactical RPG                  | Bazat pe manga Madara                                                                                   | Japonia         |
| 1990 (NA)                        | Might and Magic II: Gates to Another World                                                                                 | New World                                | New World                      | Fantezie                 | AMI (Port)                                  | WRPG                          | Might and Magic                                                                                         | SUA             |
| 1990 (JP)                        | Momotarou Densetsu II (JA)                                                                                                 | Hudson Soft                              | Hudson Soft                    | Fantezie                 | PCE                                         | JRPG                          | Momotarou Densetsu                                                                                      | Japonia         |
| 1990 (JP)                        | Momotarou Densetsu Turbo (JA)                                                                                              | Hudson Soft                              | Hudson Soft                    | Fantezie                 | PCE                                         | JRPG                          | Momotarou Densetsu                                                                                      | Japonia         |
| 1990 (JP)                        | Musashi no Bouken (JA) | Quest Corporation                        | Sigma Entertainment            | Fantezie                 | NES                                         | JRPG                          | | Japonia         |
| 1990 (NA)                        | Phantasie: Bonus Edition                                                                                                   | SSI Andromeda Westwood                   | SSI WizardWorks Westwood       | Fantezie                 | DOS (Comp) AMI (Port)                       |                               | Phantasie: Compilare a I, III și Questron II                                                            | SUA             |
| 1990 (JP) 1991 (NA/EU)           | Phantasy Star III: Generations of Doom (EN)                                                                                | Sega                                     | Sega                           | Sci-Fi                   | GEN                                         | JRPG                          | Phantasy Star                                                                                           | Japonia         |
| 1990 (NA) 1991 (NA)              | Pool of Radiance: Secret of the Silver Blades                                                                              | SSI MicroMagic                           | SSI                            | Fantezie                 | C64 DOS AMI (Port) MAC (Port)               | Tactical RPG                  | Setări Advanced Dungeons & Dragons: Forgotten Realms; Utilizează motorul Gold Box                       | SUA             |
| 1990 (NA)                        | Quest for Glory II: Trial by Fire                                                                                          | Sierra                                   | Sierra                         | Fantezie                 | AMI DOS MAC                                 | Adventure RPG                 | Quest for Glory                                                                                         | SUA             |
| 1990 (JP)                        | Sol Bianca (EN) | Masaya                                   | NCS                            | Sci-fi                   | PCE                                         | JRPG                          | Bazat pe animație video originală Sol Bianca                                                            | Japonia         |
| 1990 (JP) 1991 (JP)              | Sorcerian (EN) | Nihon Falcom Tierheit                    | Sega Takeru                    | Fantezie                 | GEN (Port) MSX2 (Port)                      | Platform / RPG hybrid.        | Dragon Slayer: Sorcerian                                                                                | Japonia         |
| 1990 (NA)                        | Space Rogue | Origin                                   | Origin                         | Sci-Fi                   | AMI (Port) ST (Port)                        | Space sim/RPG                 | | SUA             |
| 1990 (NA/EU)                     | Starflight | MicroMagic                               | EA                             | Sci-Fi                   | MAC (Port) ST (Port)                        | Space RPG                     | Starflight                                                                                              | SUA             |
| 1990 (NA)                        | Swords and Serpents (EN)                                                                                                   | Interplay                                | Acclaim                        | Fantezie                 | NES                                         | Dungeon crawler               | | SUA             |
| 1990 (NA)                        | Tunnels & Trolls: Crusaders of Khazan                                                                                      | Liz Danforth                             | New World                      | Fantezie                 | DOS                                         | WRPG                          | Tunnels & Trolls                                                                                        | SUA             |
| 1990 (JP)                        | Ultima I: The First Age of Darkness (EN)                                                                                   | Richard Garriott                         | California Pacific             | Fantezie                 | APPII (Remake) C64 PC98 (Port)              | Ultima I-style RPG            | Ultima                                                                                                  | SUA             |
| 1990 (??)                        | Ultima: Quest of the Avatar (EN) Ultima IV: Quest of the Avatar (EN)                                                       | Origin FCI                               | Origin Pony Canyon             | Fantezie                 | NES (Port) SMS (Port)                       |                               | Ultima                                                                                                  | SUA             |
| 1990 (NA) 1991 (NA)              | Ultima VI: The False Prophet                                                                                               | Origin                                   | Origin                         | Fantezie                 | DOS C64 (Port) ST (Port)                    | WRPG                          | Ultima                                                                                                  | SUA             |
| 1990 (JP) 1991 (NA)              | Wizardry II: The Knight of Diamonds (EN)                                                                                   | Game                                     | ASCII                          | Fantezie                 | NES (Port)                                  | Dungeon crawl                 | Wizardry                                                                                                | SUA/JP          |
| 1990 (JP)                        | Wizardry III: Legacy of Llylgamyn (EN)                                                                                     | Sir-Tech                                 | ASCII                          | Fantezie                 | NES MSX2 (Port)                             | Dungeon crawl.                | Wizardry.                                                                                               | Japonia         |
| 1990 (NA) 1991 (NA)              | Wizardry VI: Bane of the Cosmic Forge                                                                                      | Sir-Tech                                 | Sir-Tech                       | Fantezie                 | AMI DOS MAC (Port)                          | Dungeon crawl                 | Wizardry                                                                                                | SUA             |
| 1990 (NA/JP)                     | Worlds of Ultima: The Savage Empire (EN)                                                                                   | Origin                                   | Origin                         | Fantezie                 | DOS (Orig) PC98 (Port) SNES (Port)          | WRPG                          | Ultima: Worlds of Ultima; folosește motorul Ultima VI                                                   | SUA             |
| 1990 (JP)                        | Xak II: The Rising of the Red Moon (EN) サークII (JA)                                                                      | Microcabin                               | Microcabin                     | Fantezie                 | MSX2 PC88 PC98 X68K                         | Action RPG                    | Xak | Japonia         |
| 1990 (??)                        | Ys II: Ancient Ys Vanished - The Final Chapter (EN)                                                                        | Nihon Falcom                             |                                | Fantezie                 | PCE (Port) NES (Port)                       | Action RPG                    | Ys | Japonia         |
| 1991 (JP)                        | 2nd Super Robot Wars (EN)                                                                                                  | Banpresto                                | Banpresto                      | Sci-Fi                   | NES                                         | Tactical RPG                  | Super Robot Wars                                                                                        | Japonia         |
| 1991 (JP/NA) 1990 (NA)           | Advanced Dungeons and Dragon: Curse of the Azure Bonds (EN)                                                                | SSI MicroMagic                           | SSI Pony Canyon                | Fantezie                 | AMI (Port) MAC (Port) ST (Port) PC98 (Port) | Tactical RPG                  | Setări Advanced Dungeons & Dragons: Forgotten Realms; Utilizează motorul Gold Box                       | SUA             |
| 1991 (JP/NA)                     | Advanced Dungeons and Dragons: Heroes of the Lance (EN)                                                                    | U.S. Gold                                | Pony Canyon                    | Fantezie                 | MSX2 NES (Port)                             | Action RPG                    | Advanced Dungeons & Dragons: Dragonlance franchise                                                      | SUA/UK          |
| 1991 (JP) 1992 (NA)              | Advanced Dungeons and Dragons: Hillsfar (EN)                                                                               | SSI                                      | Pony Canyon FCI                | Fantezie                 | NES (Port)                                  | Action RPG                    | Setări Advanced Dungeons & Dragons: Forgotten Realms                                                    | SUA             |
| 1990 (NA/UK) 1991 (JP) 1992 (NA) | Pool of Radiance | SSI Marionette Ubisoft                   | SSI U.S. Gold FCI Pony Canyon  | Fantezie                 | AMI (Port) NES (Port)                       | Tactical RPG                  | Setări Advanced Dungeons & Dragons: Forgotten Realms; Utilizează motorul Gold Box                       | SUA             |
| 1991 (JP/NA)                     | Arcus Odyssey (EN) | Wolf Team                                | Renovation Products            | Fantezie                 | X68K GEN SFC                                | Action RPG                    | Arcus                                                                                                   | Japonia         |
| 1991 (JP/NA/PAL)                 | Ax Battler: A Legend of Golden Axe (EN)                                                                                    | Aspect                                   | Sega                           | Fantezie                 | GG                                          | Action RPG                    | Golden Axe                                                                                              | Japonia         |
| 1991 (JP)                        | Bahamut Senki (JA) | Sega                                     | Sega                           | Fantezie                 | GEN                                         | Tactical RPG                  | | Japonia         |
| 1991 (JP/NA)                     | Bard's Tale, The (EN) | Interplay                                | FCI Pony Canyon                | Fantezie                 | NES (Port)                                  | Dungeon crawl                 | The Bard's Tale                                                                                         | SUA             |
| 1991 (JP)                        | Bard's Tale II: The Destiny Knight (EN)                                                                                    | Interplay                                | FCI Pony Canyon                | Fantezie                 | PC98 (Port)                                 | Dungeon crawl                 | The Bard's Tale                                                                                         | SUA             |
| 1991 (NA)                        | The Bard's Tale Construction Set                                                                                           | Interplay                                | Interplay                      | Fantezie                 | DOS                                         | Design suite                  | The Bard's Tale engine                                                                                  | SUA             |
| 1991 (JP)                        | Brandish (EN) | Nihon Falcom                             | Nihon Falcom                   | Fantezie                 | PC98                                        | Action RPG                    | Brandish                                                                                                | Japonia         |
| 1990 (NA) 1991 (NA)              | Buck Rogers: Countdown to Doomsday (EN)                                                                                    | SSI                                      | SSI                            | Sci-Fi                   | AMI C64 DOS GEN                             | Tactical RPG                  | Bazat pe benzi desenate Buck Rogers; Utilizează motorul Gold Box                                        | SUA             |
| 1991 (JP)                        | Chaos World (EN) | Natsume                                  | Natsume                        | Fantezie                 | NES                                         | Tactical RPG                  | | Japonia         |
| 1991 (JP)                        | Cosmic Fantasy 2 Bouken Shounen Van (JA)                                                                                   | Shin-Nihon Laser Soft Company            | Telenet Japan, Working Designs | Fantezie/Sci-Fi          | PCE                                         | JRPG                          | Bazat pe animație video originală Cosmic Fantasy                                                        | Japonia         |
| 1991 (JP/NA)                     | Crossed Swords (EN) | ADK                                      | SNK                            | Fantezie                 | NEO                                         | Action RPG                    | | Japonia         |
| 1991 (JP) 1992 (NA)              | Crystal Warriors (EN) | Sega                                     | Sega                           | Fantezie                 | GG                                          | Tactical RPG                  | Crystal Warriors                                                                                        | Japonia         |
| 1991 (NA/UK)                     | Dragonlance: Death Knights of Krynn                                                                                        | SSI                                      | SSI U.S. Gold                  | Fantezie                 | AMI C64 DOS                                 | Tactical RPG                  | Advanced Dungeons & Dragons: Dragonlance; Utilizează motorul Gold Box.                                  | SUA             |
| 1991 (JP)                        | Dragon Knight II (EN) ドラゴンナイト2 (JA)                                                                                 | ELF                                      | ELF                            | Fantezie                 | MSX DOS                                     | JRPG Eroge.                   | Dragon Knight                                                                                           | Japonia         |
| 1991 (JP) 1992 (NA)              | Dragon Slayer: The Legend of Heroes (EN)                                                                                   | Nihon Falcom                             | Nihon Falcom Hudson Soft       | Fantezie                 | PCD (Port)                                  | JRPG                          | Dragon Slayer: The Legend of Heroes                                                                     | Japonia         |
| 1991 (NA)                        | Drakkhen (EN) | Draconian (Data East) Kemco-Seika        | Infogrames                     | Fantezie                 | SNES (Port)                                 | Adventure WRPG                | Drakkhen                                                                                                | Franța          |
| 1991 (JP) 1992 (NA) 1993 (EU)    | Dungeon Master (EN) | FTL                                      | FTL                            | Fantezie                 | SNES (Port)                                 | Dungeon crawl                 | Dungeon Master                                                                                          | SUA             |
| 1991 (JP)                        | Exile (EN) XZR II: Toki No Hazama (JA)                                                                                     | Telenet Japan Working Designs Renovation | Historical fantasy             | Sci-Fi                   | GEN (Remake) PCE (Remake)                   | Action RPG                    | Exile                                                                                                   | Japonia         |
| 1991 (NA/UK)                     | Eye of the Beholder | Westwood                                 | SSI U.S. Gold                  | Fantezie                 | AMI DOS                                     | Dungeon crawl                 | Setări Advanced Dungeons & Dragons: Forgotten Realms; Eye of the Beholder                               | SUA             |
| 1991 (NA)                        | Eye of the Beholder II: The Legend of Darkmoon                                                                             | Westwood                                 | SSI                            | Fantezie                 | DOS                                         | Dungeon crawl                 | Eye of the Beholder                                                                                     | SUA             |
| 1991 (NA)                        | Faery Tale Adventure, The (EN)                                                                                             | MicroIllusions                           | EA                             | Fantezie                 | GEN (Port)                                  | Action RPG                    | The Faery Tale Adventure                                                                                | SUA             |
| 1991 (JP)                        | Famicom Jump II: Saikyō no Shichinin (JA)                                                                                  | Chunsoft                                 | Bandai                         | Sci-Fi                   | NES                                         | Action RPG                    | Famicom Jump: Bazat pe anime și manga, JoJo's Bizarre Adventure                                         | Japonia         |
| 1991 (DE)                        | Fate: Gates of Dawn | reLine                                   | reLine                         | Fantezie                 | AMI ST                                      |                               | | DE              |
| 1991 (JP/NA)                     | Final Fantasy IV (EN) | Square                                   | Square                         | Fantezie                 | SNES                                        | JRPG                          | Final Fantasy                                                                                           | Japonia         |
| 1991 (JP/NA) 1993 (EU)           | Final Fantasy Adventure (EN) Seiken Densetsu: Final Fantasy Gaiden (JA) Mystic Quest (EN)                                  | Square                                   | Square                         | Fantezie                 | GB                                          | Action RPG                    | Mana | Japonia         |
| 1991 (JP) 1993 (NA)              | Final Fantasy Legend III (EN) Sa•Ga 3: 時空の覇者 (JA)                                                                     | Square                                   | Square                         | Fantezie                 | GB                                          | JRPG                          | SaGa | Japonia         |
| 1991 (NA)                        | Gateway to the Savage Frontier                                                                                             | Beyond                                   | SSI                            | Fantezie                 | AMI C64 DOS                                 | Tactical RPG                  | Setări Advanced Dungeons & Dragons: Forgotten Realms; Utilizează motorul Gold Box                       | SUA             |
| 1991 (??)                        | GD Leen (EN) | Jorudan                                  | SETA                           | Sci-fi                   | SNES (Port)                                 | JRPG                          | Bazat pe animație video originală Gdleen                                                                | Japonia         |
| 1991 (NA/PAL)                    | Golden Axe Warrior (EN) | Sega                                     | Sega                           | Fantezie                 | SMS                                         | Action RPG                    | Golden Axe                                                                                              | Japonia         |
| 1991 (JP)                        | Inindo: Way of the Ninja (EN) Inindo: Datou Nobunaga (JA) 伊忍道打倒信長 (JA)                                              | Koei                                     | Koei                           | Fantezie                 | MSX2                                        | JRPG                          | Spin-off al seriei Nobunaga's Ambition                                                                  | Japonia         |
| 1991 (JP) 1992 (NA) 1993 (EU)    | Legend of the Mystical Ninja, The (EN) Ganbare Goemon: Yukihime Kyuushutsu Emaki (JA) がんばれゴエモン ゆき姫救出絵巻 (JA) | Konami                                   | Konami                         | Fantezie                 | SNES                                        | Action RPG                    | Ganbare Goemon                                                                                          | Japonia         |
| 1991 (JP) 1992 (NA) 1993 (EU)    | Lagoon (EN) | ZOOM                                     | Kemco                          | Fantezie                 | SNES                                        | Action RPG                    | | Japonia         |
| 1991 (JP)                        | Lagrange Point (EN) | Konami                                   | Konami                         | Sci-Fi                   | NES                                         | JRPG                          | | Japonia         |
| 1991 (NA)                        | Magic Candle II, The: The Four and Forty                                                                                   | Mindcraft                                | EA                             | Fantezie                 | DOS                                         | WRPG                          | The Magic Candle                                                                                        | SUA             |
| 1991 (NA)                        | Ultima: Worlds of Adventure 2: Martian Dreams                                                                              | Origin                                   | Origin                         | Steampunk                | DOS                                         | WRPG                          | Ultima: Worlds of Ultima; a folosit motorul Ultima 6                                                    | SUA             |
| 1991 (JP)                        | Mateki Densetsu Astralius (JA)                                                                                             | Atlus: Multimedia Intelligence Transfer  | IGS Corp                       | Fantezie                 | PCE                                         | JRPG                          | | Japonia         |
| 1991 (??)                        | Metal Max (EN) | Createch                                 | Data East                      | Sci-Fi                   | NES                                         | Vehicular combat, JRPG        | Metal Max                                                                                               | Japonia         |
| 1991 (NA)                        | Might and Magic III: Isles of Terra                                                                                        | New World                                | New World                      | Fantezie                 | DOS                                         | WRPG                          | Might and Magic                                                                                         | SUA             |
| 1991 (JP)                        | Niji no Silkroad (JA) | NHK                                      | Victor Musical Industries      | Historical fantasy       | NES                                         | JRPG                          | | Japonia         |
| 1991 (NA)                        | Obitus | Scenario                                 | Psygnosis                      | Fantezie                 | AMI DOS ST                                  | Action RPG                    | | UK              |
| 1991 (JP)                        | Otaku no Seiza: An Adventure in the Otaku Galaxy (JA) おたくの星座 (JA)                                                    | Advance Communications                   | M&M                            | Sci-Fi                   | NES                                         | JRPG                          | | Japonia         |
| 1991 (NA)                        | Planet's Edge | New World                                | New World                      | Sci-Fi                   | DOS                                         | Space RPG                     | | SUA             |
| 1991 (NA)                        | Pools of Darkness | SSI                                      | SSI                            | Fantezie                 | DOS                                         | Tactical RPG                  | Setări Advanced Dungeons & Dragons: Forgotten Realms; Utilizează motorul Gold Box                       | SUA             |
| 1991 (JP)                        | Radia Senki: Reimeihen (JA)                                                                                                | Tecmo                                    | Tecmo                          | Fantezie                 | NES                                         | Action RPG                    | | Japonia         |
| 1991 (??)                        | Rings of Power (EN) | Naughty Dog                              | EA                             | Fantezie                 | GEN                                         | WRPG                          | | SUA             |
| 1991 (NA/EU)                     | Shadow Sorcerer | U.S. Gold                                | SSI                            | Fantezie                 | AMI DOS ST                                  | Action RPG                    | Advanced Dungeons & Dragons: Dragonlance                                                                | SUA/UK          |
| 1991 (JP/NA/PAL)                 | Shining in the Darkness (EN)                                                                                               | Climax Sonic!                            | Sega                           | Fantezie                 | GEN                                         | Dungeon crawl                 | Shining                                                                                                 | Japonia         |
| 1991 (JP)                        | Sorcerian Add-on Sengoku (EN)                                                                                              | Takeru                                   | Takeru                         | Fantezie                 | MSX2 (Port)                                 | Platform / RPG hybrid         | Dragon Slayer: Sorcerian                                                                                | Japonia         |
| 1991 (NA/DE)                     | Spirit of Adventure | Attic                                    | Starbyte                       | Fantezie                 | AMI C64 DOS ST                              | Dungeon crawl                 | | DE              |
| 1991 (NA)                        | Starflight 2: Trade Routes of the Cloud Nebula                                                                             | MicroMagic                               | EA                             | Sci-Fi                   | AMI (Port) MAC (Port)                       | Space RPG                     | Starflight                                                                                              | SUA             |
| 1991 (JP)                        | Super Robot Wars (EN) | Banpresto                                | Banpresto                      | Sci-Fi                   | GB                                          | Tactical RPG                  | Super Robot Wars                                                                                        | Japonia         |
| 1991 (??)                        | Sword of Hope (EN) | Seika                                    | Kemco                          | Fantezie                 | GB                                          | Adventure RPG                 | Sword of Hope                                                                                           | Japonia         |
| 1991 (JP)                        | Tenchi o Kurau II: Shokatsu Koumei Den (JA)                                                                                | Capcom                                   | Capcom                         | Fantezie                 | NES                                         | JRPG                          | Destiny of an Emperor                                                                                   | Japonia         |
| 1990 (NA) 1991 (??)              | Ultima: Warriors of Destiny (EN) Ultima V: Warriors of Destiny (EN)                                                        | Origin                                   | Origin FCI Pony Canyon         | Fantezie                 | AMI (Port) NES (Port)                       |                               | Ultima                                                                                                  | SUA             |
| 1991 (JP/NA)                     | Warsong (EN) Langrisser (EN) ラングリッサー (JA)                                                                           | CareerSoft                               | NCS Treco                      | Fantezie                 | GEN                                         | Tactical RPG                  | Warsong                                                                                                 | Japonia         |
| 1991 (JP)                        | Xak: The Tower of Gazzel (EN) Xak - ガゼルの塔 - (JA)                                                                      | Microcabin                               | Microcabin                     | Fantezie                 | MSX2 PC88 PC98                              | Action RPG                    | Xak | Japonia         |
| 1991 (??)                        | Ys III: Wanderers from Ys (EN)                                                                                             | Nihon Falcom                             |                                | Fantezie                 | NES SNES GEN PCE (Port)                     | Action RPG (Platformer)       | Ys | Japonia         |